# Johannes Steuchius
Johannes Steuchius, nommé aussi Jöns Steuchius, né le 3 janvier 1676 à Härnösand et décédé le 21 juin 1742 à Uppsala, est un membre du clergé suédois, archevêque d'Uppsala de 1730 à 1742.

## Biographie
Johannes Steuchius est né à Härnösand, fils de l'archevêque Mattias Steuchius (1644-1730). Sa famille est anoblie en 1719 sous le nom de Steuch. Il est inscrit à l'université d'Uppsala en 1690 et en 1695 à l'université de Lund. Steuchius obtient un doctorat en philosophie à Uppsala en 1700 et en 1701, il prend un poste de professeur et de bibliothécaire à l'université de Lund. En 1707, il retourne à l'université d'Uppsala où il est nommé professeur de métaphysique et de logique ainsi que professeur extraordinaire de théologie.
Steuchius quitte la vie académique en 1723 lorsqu'il est nommé surintendant du diocèse de Karlstad. En 1730, il est nommé évêque de Linköping ; cependant, à la suite du décès de son père cette même année, il est désigné pour lui succéder comme archevêque d'Uppsala. 